# Ambassade de France au Sri Lanka
L'ambassade de France au Sri Lanka est la représentation diplomatique de la République française auprès de la république démocratique socialiste de Sri Lanka. Elle est située à Colombo, bien que la capitale du pays soit Sri Jayawardenapura Kotte, et son ambassadeur est, depuis 2025, Rémi Lambert. Celui-ci est aussi accrédité auprès de la république des Maldives.

## Ambassade
L'ambassade est située à Colombo. Elle accueille aussi une section consulaire.

## Ambassadeurs
| De   | À    | Ambassadeur                  |
| ---- | ---- | ---------------------------- |
| 1948 | 1951 | Lionel Pinoteau,             |
| 1951 | 1953 | Roger Robert du Gardier,     |
| 1953 | 1959 | Lucien Colin,                |
| 1959 | 1961 | André Guibaut                |
| 1961 | 1964 | Olivier Lange                |
| 1964 | 1968 | Jean Brionval                |
| 1968 | 1971 | Albert Chambon               |
| 1971 | 1975 | Joseph Lambroschini          |
| 1975 | 1978 | Pierre Anthonioz             |
| 1978 | 1981 | Jacques Bourgoin             |
| 1981 | 1984 | François Toussaint           |
| 1984 | 1986 | Pierre Morizot               |
| 1986 | 1988 | Serge Éluecque               |
| 1988 | 1992 | Christian Lambert            |
| 1992 | 1996 | Jean-François Bouffandeau    |
| 1996 | 2000 | Élisabeth Dahan              |
| 2000 | 2003 | Marie-France Pagnier-Dunavan |
| 2003 | 2006 | Jean-Bernard Devaivre        |
| 2006 | 2009 | Michel Lummaux               |
| 2009 | 2013 | Christine Robichon           |
| 2013 | 2015 | Jean-Paul Monchau            |
| 2015 | 2017 | Jean-Marin Schuh             |
| 2017 | 2022 | Eric Lavertu                 |
| 2022 | 2024 | Jean-François Pactet         |
| 2025 | auj. | Rémi Lambert                 |

## Relations diplomatiques

### LesMaldives
La France n'a pas de représentation diplomatique permanente aux Maldives. Si l'indépendance du pays est déclarée le 25 juillet 1965, ce n'est qu'à la chute du Sultanat et l'instauration de la deuxième république, le 11 novembre 1968, que la France et les Maldives engagent des relations diplomatiques. C'est l'ambassadeur de France au Sri Lanka qui est accrédité auprès de la république des Maldives. Seuls l'Inde, la Chine, le Pakistan, le Bangladesh et le Sri Lanka ont un bureau de représentation diplomatique aux Maldives.

## Consulat
Outre la section consulaire de Colombo, il existe un consul honoraire exerçant à Malé, capitale de la république des Maldives.

### Communauté française
Au 31 décembre 2016, 591 Français sont inscrits sur les registres consulaires au Sri Lanka.
| 2001 | 2002 | 2003 | 2004 |
| ---- | ---- | ---- | ---- |
| 279  | 287  | 307  | 350  |

| 2005 | 2006 | 2007 | 2008 |
| ---- | ---- | ---- | ---- |
| 409  | 488  | 471  | 436  |

| 2009 | 2010 | 2011 | 2012 |
| ---- | ---- | ---- | ---- |
| 405  | 413  | 425  | 441  |

| 2013 | 2014 | 2015 | 2016 |
| ---- | ---- | ---- | ---- |
| 486  | 488  | 529  | 591  |

### Circonscriptions électorales
Depuis la loi du 22 juillet 2013 réformant la représentation des Français établis hors de France avec la mise en place de conseils consulaires au sein des missions diplomatiques, les ressortissants français d'une circonscription recouvrant le Bangladesh, l'Inde (1re circonscription), le Népal et le Sri Lanka élisent pour six ans quatre conseillers consulaires. Ces derniers ont trois rôles : 
1. ils sont des élus de proximité pour les Français de l'étranger ;
2. ils appartiennent à l'une des quinze circonscriptions qui élisent en leur sein les membres de l'Assemblée des Français de l'étranger ;
3. ils intègrent le collège électoral qui élit les sénateurs représentant les Français établis hors de France.

Pour l'élection à l'Assemblée des Français de l'étranger, le Sri Lanka et les Maldives appartenaient jusqu'en 2014 à la circonscription électorale de New Delhi, comprenant aussi l'Afghanistan, le Bangladesh, l'Inde (sauf Pondichéry), l'Iran, le Népal et le Pakistan, et désignant deux sièges. Le Sri Lanka et les Maldives appartiennent désormais à la circonscription électorale « Asie-Océanie » dont le chef-lieu est Hong Kong et qui désigne neuf de ses 59 conseillers consulaires pour siéger parmi les 90 membres de l'Assemblée des Français de l'étranger.
Pour l'élection des députés des Français de l’étranger, le Sri Lanka et les Maldives dépendent de la 11e circonscription.